# 마스터셰프 남아프리카
《마스터셰프 남아프리카》는 남아프리카공화국에서 2012년부터 2015년까지 시즌제로 방송되었던 TV 프로그램으로, 영국의 마스터셰프로부터 파생된 프로그램이다.

## 시즌
- 시즌 1 : 2012년 3월 20일 ~ 2012년 7월 14일
- 시즌 2 : 2013년 6월 11일 ~ 2013년 9월 11일
- 시즌 3 : 2014년 8월 21일 ~ 2014년 12월 11일
- 셀러브리티 : 2015년 2월 8일 ~ 2015년 5월 10일